# Сезон ФК «Дніпро» (Дніпропетровськ) 2010—2011
Сезон ФК «Дніпро» (Дніпропетровськ) 2010—2011 — 20-ий сезон футбольного клубу «Дніпро» у футбольних змаганнях України. У Лізі Європи клуб вибув на етапі плей-оф.

## Огляд

### Літо-осінь 2010 року

#### Головний тренерВолодимир Безсонов
20-й Чемпіонат України ФК «Дніпро» почав на мажорній ноті: у перших п'яти турах були взяті максимальні п'ятнадцять очок, що дозволило команді упевнено посісти перше місце в турнірній таблиці.

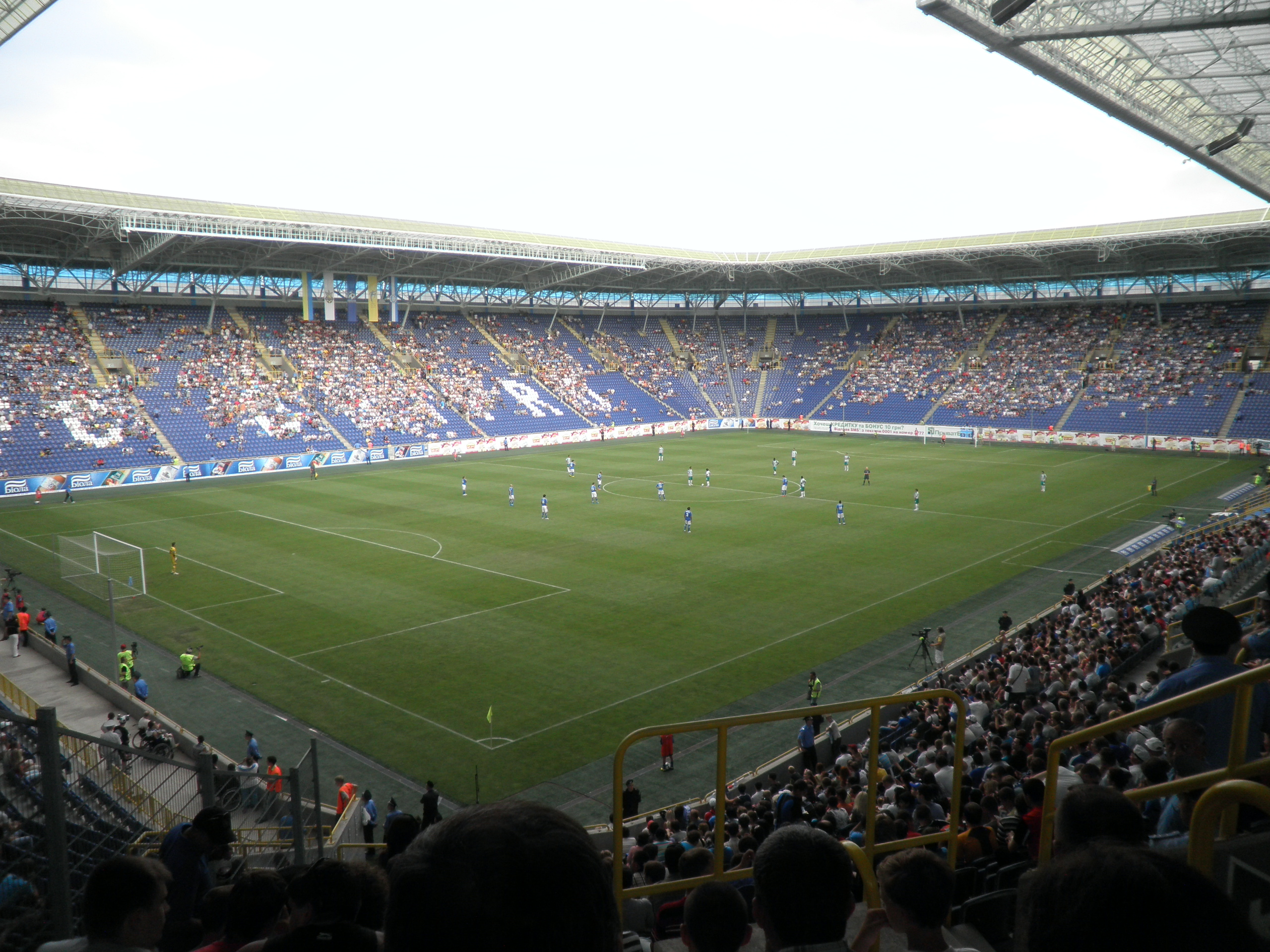
1 тур:«Дніпро» - «Карпати»

- 10.07.2010:У першому турі «Дніпро» на «Дніпро-Арені» приймав львівські «Карпати». Цей матч мав повне право мати статус центрального. Боротьба була рівною, однак на 85 хвилині при подачі кутового, голкіпера Карпат все ж зміг пробити захисник дніпропетровської команди Євген Чеберячко.
- 18.07.2010:У наступній домашній грі «Дніпро» приймав луцьку «Волинь». Матч пройшов за повного домінування дніпропетровської команди, тому рахунок 2:0 є закономірним.
- 24.07.2010:Перший виїзний матч дніпряни провели у Маріуполі проти місцевого «Іллічівця». Перший у сезоні хет-трик на свій рахунок записав Євген Селезньов, також голи на свій рахунок записали Євген Коноплянка та Осмар Ферейра. 5:1 і впевнена перемога «Дніпра».
- 29.07.2010:У рамках 3-го відбірного раунду Ліги Європи «Дніпро» їздив до Сербії на матч проти«Спартака-Златибор Вода» із Суботиці. Матч був програний із рахунком 2:1(два м'ячі на рахунку Владимира Торбиці, які були забиті з пенальті).
- 1.08.2010:У четвертому турі дніпряни приймали гостей зі столиці - «Оболонь». Три голи до воріт київської команді забили Євген Селезньов, Максим Калиниченко та Володимир Гоменюк.
- 5.08.2010:У матчі-відповіді на «Дніпро-Арені» «Дніпро» зумів забити 2 голи. У підсумку 3:2 і «Дніпро» чекав наступного суперника у Лізі Європи.
- 6.08.2010:У швейцарському Ньйоні пройшло жеребкування стикового раунду Ліги Європи. «Дніпро» знаходився серед сіяних команд. Суперником «Дніпра» став чемпіон Польщі познанський «Лех».
- 8.08.2010:У п'ятому турі дніпряни вирушили до Сімферополя на матч проти «Таврії». Матч проходив за рівної боротьби, однак на 78 хвилині м'яч у ворота «Таврії» зміг забити Руслан Ротань. П'ята перемога «Дніпра» у п'яти матчах.
- 14.08.2010:У рамках шостого туру Чемпіонату України «Дніпро» приймав надпринципового суперника харківський «Металіст». Харків'яни забили на початку другого тайму. Наприкінці матчу стався спірний момент за участю голкіпера Металіста та Євгена Селезньова в результаті якого м'яч опинився у воротах харків'ян. Спочатку арбітр вказав на центр поля, однак після командного тиску з боку «Металіста», він відмінив своє рішення, скасувавши взяття воріт. Це був перший програш «Дніпра».
- 19.08.2010:У рамках першого матчу стикового раунду Ліги Європи «Дніпро» на своєму полі приймав познанський «Лех». Гості зуміли відкрити рахунок у дебюті зустрічі. Увесь інший ігровий час вони захищали рахунок. «Дніпро» не зміг відкрити рахунок, а наприкінці за «Лех» неодноразово грала стійка воріт.
- 22.08.2010:Між матчами Ліги Європи «Дніпро» провів виїзд до Києва на зустріч із «Динамо». Матч завершився нічиєю 0:0.
- 26.08.2010:У виїзному матчі «Дніпро» не зміг забити гол, то ж «Лех» за скромного загального рахунку 1:0 пробився до групового раунду Ліги Європи, однак як покаже час не випадково.
- 30.08.2010:Чорна лінія «Дніпра» у домашніх матчах продовжилась і у восьмому турі. До Дніпропетровська завітав донецький «Металург». Матч було програно з рахунком 1:2.
- 12.09.2010:Вдалим видався виїзд до Полтави у рамках дев'ятого туру на матч до місцевої «Ворскли». Була здобута перемога 2:0.
- 18.09.2010:Найганебнішим видався виїзд до Сімферополя на зустріч із «Севастополем» у рамках 10 туру. Матч був програний з рахунком 1:2. На післяматчевій прес-конференції головний тренер «Дніпра» Володимир Безсонов подав у відставку. Виконуючим обов'язки було призначено Вадима Тищенка.

#### В.о.головного тренераВадим Тищенко
- 22.09.2010:Першим іспитом для в.о.головного тренера став матч 1/16 фіналу Кубку України, в якому «Дніпро» приймав сімферопольську «Таврію». Іспит був складений на відмінно. 4:1 і «Дніпро» у наступному раунді вирушає до Кременчука.
- 26.09.2010:У рамках 11 туру «Дніпро» приймав «Кривбас» на стадіоні «Металург» у Кривому Розі. Незважаючи на статус домашнього «Дніпро» грав на виїзді. Це була домовленість між клубами через агротехнічні роботи на «Дніпро-Арені». Матч закінчився нічиєю 1:1.
- 1.10.2010:На матч 12 туру проти «Металурга» до Запоріжжя прибув новий головний тренер «Дніпра» Хуанде Рамос. Матч проходив за домінування дніпропетровців. 3:0 є закономірним результатом. Це був останній матч для в.о.головного тренера Вадима Тищенка.

#### Головний тренерХуанде Рамос

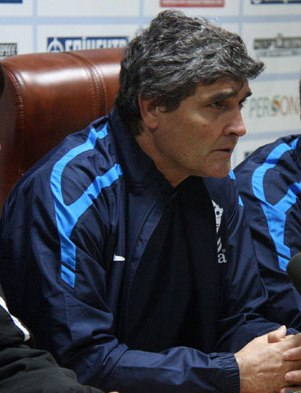
Хуанде Рамос - головний тренер «Дніпра»

- 17.10.2010:У рамках 13 туру на «Дніпро-Арену» завітала луганська «Зоря». Матч закінчився нічиєю 1:1.
- 23.10.2010:У 14 турі «Дніпро» здобув виїзну перемогу у матчі проти київського «Арсеналу» 1:2(дубль на рахунку Євгена Селезньова).
- 27.10.2010:У Кременчуці місцевий друголіговий клуб «Кремінь» приймав «Дніпро» у рамках 1/8 фіналу Кубку України. Матч закінчився з рахунком 3:0.
- 30.10.2010:Центральним матчем 15 туру Чемпіонату України стала зустріч на Дніпро-Арені між «Дніпром» та донецьким «Шахтарем». Попри рівну гру перемогу святкували гості(0:1 гол на рахунку Луїса Адріану).
- 7.11.2010:У першому матчі другої половини Чемпіонату України «Дніпро» завітав до Львова. Матч із «Карпатами» завершився мирно 0:0.
- 10.11.2010:У рамках 1/4 фіналу Кубку України «Дніпро» завітав до Луганська на зустріч із «Зорею». Основний та додатковий час закінчились за рахунку 1:1, то ж була призначена серія післяматчевих пенальті. Дніпряни реалізували всі свої можливості, а от останній удар луганчан парирував голкіпер «Дніпра» Ян Лаштувка. 4:5 і «Дніпро» проходить до 1/2 фіналу.
- 14.11.2010:У рамках 17 туру «Дніпро» зустрічався у Луцьку з «Волинню». Фінальний свисток судді зафіксував нічийний результат 1:1.
- 21.11.2010:В останньому домашньому матчі на Дніпро-Арені «Дніпро» приймав маріупольський «Іллічівець». Матч завершився з рахунком 2:0(дубль на рухунку Євгена Селезньова).
- 25.11.2010:У Будинку футболу ФФУ пройшло жеребкування 1/2 фіналу Кубку України, за результатами якого 11 травня «Дніпро» зустрінеться із донецьким «Шахтарем» на «Донбас-Арені».
- 28.11.2010:В останньому матчі осені «Дніпро» вирушив до Києва на зустріч із кривдником грандів «Оболонню». Гол Євгена Селезньова приніс дніпрянам важливу перемогу перед перервою, а також зробив голеадора «Дніпра» найкращим бомбардиром Чемпіонату України із 12 голами.

«Дніпро» пішов на перерву із 35 очками відстаючи від «Металіста» на 3 очки.

### Зимові збори 2011 року
- 10.01.2011:Футболісти «Дніпра» вийшли з відпустки. Усі прибули до навчально-тренувальної бази та проходили медогляд. Увечері було проведено надзвичайний матч: футболісти грали у баскетбол з баскетболістами однойменного баскетбольного клубу «Дніпро»[1]. У баскетбол грали:

Євген Селезньов, Андрій Русол, Сергій Назаренко,Євген Коноплянка та Ян Лаштувка. До речі, голкіпер «Дніпра» виявився найрезультативнішим гравцем, заробивши 12 очок.

- 11.01.2011:Був підписаний перший новий футболіст «Дніпра». Ним став бразильський нападник португальської Браги Матеус. Контракт розрахований на 3,5 роки.

#### Перший збір
- 12.01.2011:«Дніпро» вирушив на перший зимовий збір до Іспанії. Збір триватиме до 25 січня. До Іспанії вилетіли 22 футболісти.
- 25.01.2011:Футболісти «Дніпра» прибули до Дніпропетровська. На першому зборі були проведені дві товариські зустрічі збірною свободних агентів Іспанії(0:0) та Рапідом з Бухаресту(1:3).

| 17.01.2011 |

| «Дніпро» | 0 — 0                       | Збірна вільних агентів Іспанії |
| -------- | --------------------------- | ------------------------------ |
|          | Контрольний матч (Протокол) |                                |

| Олива, Іспанія |

| 24.01.2011 |

| «Дніпро»                               | 1 — 3                       | «Рапід Б»                             |
| -------------------------------------- | --------------------------- | ------------------------------------- |
| Дмитро Льопа 54' Гоменюк Володимир 50' | Контрольний матч (Протокол) | 53' (пен.) Лазар 56' Хереа 66' Фрунзе |

| Олива, Іспанія |

- 26.01.2011:Були підписані контракти з двома новими футболістами. До лав «Дніпра» приєдналися чемпіон молодіжної першості планети ганець Самуель Інкум та віце-чемпіон цієї ж першості бразилець Жуліано. Контракти підписані на 4 та 5 років відповідно.
- 27.01.2011:Був підписаний контракт з хорватським захисником Іваном Стрінічем.

#### Другий збір
- 28.01.2011:«Дніпро» вирушив на другий збір до іспанської Марбельї. Збір триватиме до 9 лютого.
- 31.01.2011:«Дніпро» взяв в оренду захисника італійського «Інтернаціонале» Нельсона Ріваса до кінця сезону.
- 2.02.2011:Команда провела перший матч на «Marbella Cup» з румунською «Тімішоарою». Матч закінчився з рахунком 3:1(дубль на рахунку Олександра Гладкого).
- 5.02.2011:«Дніпро» провів другий матч на «Marbella Cup» з чеською «Спартою». Основний час закінчився з рахуном 2:2. У серії післяматчевих пенальті перемогу отримали дніпропетровці - 9:8.
- 8.02.2011:У фінадьному матчі «Дніпро» зустрівся з польською «Полонією». Основний час закінчився з рахунком 0:0. У серії пенальті міцнішими виявилися дніпропетровці 6:5. «Дніпро» здобув кубок Марбельї. Це перший кубок, хоч і товариського турніру, але перший для нового тренера «Дніпра» Хуанде Рамоса.

| 02.02.2011 16.30 |

| «Дніпро»                                        | 3 — 1                               | «Тімішоара»    |
| ----------------------------------------------- | ----------------------------------- | -------------- |
| Олександр Гладкий 30', 63' Сергій Назаренко 37' | Marbella cup(1/4 фіналу) (Протокол) | 8' (пен.) Роча |

| Марбелья, Іспанія |

| 05.02.2011 17:00 |

| «Дніпро»                                  | 2 — 2                               | «Спарта»                           |
| ----------------------------------------- | ----------------------------------- | ---------------------------------- |
| Олександр Гладкий 23' Євген Чеберячко 90' | Marbella cup(1/2 фіналу) (Протокол) | 75' Леонард Квеке 83' Мартин Земан |

| Марбелья, Іспанія |

| |       | Пенальті |  |
| Сергій Назаренко · Осмар Ферейра · Дмитро Льопа · Руслан Ротань · Жуліано · Євген Коноплянка · Сергій Кравченко · Ян Лаштувка · Олександр Гладкий · Нельсон Рівас · Сергій Назаренко · Осмар Ферейра | 9 — 8 | Мартин Земан · Каміл Вацек · Лукаш Треснак · Томаш Запоточни · Ондрей Кушнір · Ерік Брабец · Павел Кадерабек · Якуб Подани · Мартин Абена · Леонард Квеке · Даніель Зитка · Томаш Запоточни |  |

| 08.02.2011 19:00 |

| «Дніпро» | 0 — 0                         | «Полонія» |
| -------- | ----------------------------- | --------- |
|          | Marbella cup Фінал (Протокол) |           |

| Марбелья, Іспанія |

|                                                                                                |       | Пенальті                                                                                      |  |
| Осмар Ферейра · Сергій Кравченко · Сергій Назаренко · Жуліано · Євген Бохашвілі · Дмитро Льопа | 6 — 5 | Лукаш Тралка · Еузебіуш Смолярек · Томаш Бризкі · Павел Вжолек · Мілош Адамович · Лукаш Пятек |  |

#### Третій збір
- 9.02.2011:Команда прибула до Дніпропетровська разом з новим кубком.
- 14.02.2011:«Дніпро» вирушив на заключний третій збір до Іспанії у містечко Кампоамор.
- 15.02.2011:Перший контрольний матч команда провела проти норвезького клубу «Ліллестрьом». Матч завершився результативною нічиєю 2:2.
- 18.02.2011:Черговий контрольний матч проти норвезького клубу «Стабек». Матчі завершився також із нічийним рахунком.
- 20.02.2011:«Дніпро» провів матч із аматорським клубом «Пінотар», який виступає у третьому дивізіоні Іспанії. Матч закінчився з рахунком 8:1. Перший гол за «Дніпро» забив зірковий новачок дніпрян Жуліано.
- 21.02.2011:Третій матч проти норвезької команди «Хонефосс». Цього разу дніпропетровці довели свою перевагу у голах. Рахунок 3:1(дубль на рахунку Олександра Гладкого).
- 23.02.2011:«Дніпро» провів матч із аматорським клубом «Торреуелла». Матч закінчився із рахунком 2:1.
- 24.02.2011:Останній матч зимових сборів грався із Мурсією. Матч був програний 1:2.
- 26.02.2011:Команда повернулась із третього міжсезонного збору в Іспанії.
- 28.02.2011:Команда почала підготовку до першого домашнього матчу другого кола Чемпіонату України проти «Таврії».

| 15.02.2011 17.00 |

| «Дніпро»                   | 2:2        | «Ліллестрьом»                 |
| -------------------------- | ---------- | ----------------------------- |
| Олександр Гладкий 67', 89' | (Протокол) | 8' Фроде Кіппе 27' Ентоні Уйя |

| Кампоамор, Іспанія |

| 18.02.2011 17.00 |

| «Дніпро» | 0:0        | «Стабек» |
| -------- | ---------- | -------- |
|          | (Протокол) |          |

| Кампоамор, Іспанія |

| 20.02.2011 17.00 |

| «Дніпро» | 8:1        | «Пінотар» |
| --- | ---------- | --------- |
| Назаренко Сергій 16' Льопа Дмитро 21', 44' Осмар Ферейра 31' Бохашвілі Євген 39' Гладкий Олександр 70' Жуліано 74' Денисов Віталій 90' | (Протокол) | 55'       |

| Кампоамор, Іспанія |

| 21.02.2011 17.00 |

| «Дніпро»                                        | 3:1        | «Хонефосс»    |
| ----------------------------------------------- | ---------- | ------------- |
| Коноплянка Євген 18' Гладкий Олександр 35', 70' | (Протокол) | 56' Магнуссен |

| Кампоамор, Іспанія |

| 23.02.2011 17.00 |

| «Дніпро»                                     | 2:1        | «Торреуелла» |
| -------------------------------------------- | ---------- | ------------ |
| Федорчук Валерій 42' Гладкий Олександр 90+2' | (Протокол) | 26'          |

| Кампоамор, Іспанія |

| 24.02.2011 13.00 |

| «Дніпро»            | 1:2        | «Реал Мурсія»          |
| ------------------- | ---------- | ---------------------- |
| Денисов Віталій 58' | (Протокол) | 13' Абрахам 90+2' Кіке |

| Кампоамор, Іспанія |

### Весна 2011 року
- 3.03.2011:Громадськості були представлені п'ятеро новачків команди: Матеус, Самуель Інкум, Жуліано, Іван Стрініч та Нельсон Рівас[2].
- 6.03.2011:У першому матчі весни проти «Таврії» у стартовому складі вийшли всі 5 новачків. Гра вийшла видовищною, але закінчилась внічию - 2:2.
- 13.03.2011:У 21 турі Чемпіонату України «Дніпро» зустрічався із надпринциповим суперником «Металістом». Ведучи у рахунку 2:0 футболісти не змогли дотиснути супротивника і матч закінчився із рахунком 2:2(дубль на рахунку Євгена Коноплянки).
- 20.03.2011:У центральному матчі 22 туру «Дніпро» на Дніпро-Арені приймав гостей із столиці київське «Динамо». Матч зібрав повний стадіон. «Дніпро» виглядав сильнішим, тому рахунок на табло 1:0 є закономірним.
- 2.04.2011:У рамках 23 туру «Дніпро» завітав до Донецька до місцевого «Металурга». Двічі ведучи у рахунку (дубль на рахунку Сергія Назаренка), команда все ж програла з рахунком 3:2
- 9.04.2011:У першому матчі з домашньої серії матчів до Дніпропетровська завітала полтавська «Ворскла». Матч пройшов за повного домінування господарів. Рахунок 2:0(дубль на рахунку Євгена Селезньова).
- 17.04.2011:У рамках 25 туру «Дніпро» приймав «Севастополь». Матч закінчився із рахунком 2:2(дубль на рахунку Сергія Назаренка).
- 23.04.2011:У рамках 26 туру «Кривбас» приймав «Дніпро» на Дніпро-Арені. Гості здобули перемогу 0:3(дубль на рахунку Євгена Селезньова).
- 30.04.2011:У черговому дербі «Дніпро» на своєму полі приймав запорізький «Металург». Матч закінчився повним розгромом гостей 3:0(дубль, а також перші голи за команду у Чемпіонаті України на рахунку Олександра Гладкого.
- 7.05.2011:У рамках 28 туру «Дніпро» завітав у гості до «Зорі», яка приймала дніпропетровців на стадіоні алчевської «Сталі». У самому дебюті зустрічі завдяки помилці захисника «Зорі» Євген Шахов відкрив рахунок. На 29 хвилині відбулось вилучення Жуліано, однак «Зоря» не використала нагоду відкрити рахунок з пенальті, яке відбив голкіпер «Дніпра» Ян Лаштувка.
- 11.05.2011:У рамках півфіналу Кубка України «Дніпро» завітав до «Шахтаря» на «Донбас-Арену». Матч закінчився із рахунком 2:1.
- 15.05.2011:В останньому домашньому матчі «Дніпро» приймав київський «Арсенал». Матч закінчився за перемоги господарів 1:0.
- 21.05.2011:У рамках останнього туру  «Дніпро» завітав до «Шахтаря» на «Донбас-Арену». Матч закінчився із рахунком 0:0.

«Дніпро» закінчив сезон на 4-му місці.

## Склад команди
| №               | Гравець             | Клуб (у якому грав до «Дніпра») | Дата народження   | Вік      | Ігор     | Голів    |          |
| Воротарі        | Воротарі            | Воротарі                        | Воротарі          | Воротарі | Воротарі | Воротарі | Воротарі |
| --------------- | ------------------- | ------------------------------- | ----------------- | -------- | -------- | -------- | -------- |
| 27              | Ян Лаштувка         | «Шахтар» (Донецьк)              | 7 липня 1982      | 42       | 26       | -19      |          |
| 32              | Каніболоцький Антон | «Кривбас» (Кривий Ріг)          | 16 травня 1988    | 36       | 12       | -8       |          |
| 89              | Шеліхов Денис       | —                               | 23 червня 1989    | 35       | 0        | 0        |          |
| Захисники       |                     |                                 |                   |          |          |          |          |
| 2               | Інкум               | «Базель»                        | 22 серпня 1989    | 35       | 0        | 0        |          |
| 3               | Уча Лобжанідзе      | «Зестафоні»                     | 23 лютого 1987    | 38       | 23       | 0        |          |
| 5               | Мандзюк Віталій     | «Динамо» (Київ)                 | 24 січня 1986     | 39       | 22       | 1        |          |
| 6               | Нельсон Рівас       | «Інтернаціонале»                | 25 березня 1983   | 41       | 0        | 0        |          |
| 14              | Чеберячко Євген     | ФК «Харків»                     | 19 червня 1983    | 41       | 45       | 1        |          |
| 16              | Русол Андрій        | «Кривбас»                       | 16 січня 1983     | 42       | 202      | 8        |          |
| 17              | Іван Стрініч        | «Хайдук»                        | 17 липня 1987     | 37       | 0        | 0        |          |
| 19              | Денисов Віталій     | «Спартак» НН                    | 23 лютого 1987    | 38       | 104      | 1        |          |
| 24              | Пашаєв Павло        | «Кривбас»                       | 4 січня 1988      | 37       | 24       | 0        |          |
| Півзахисники    |                     |                                 |                   |          |          |          |          |
| 4               | Кравченко Сергій    | «Динамо» (Київ)                 | 24 квітня 1983    | 41       | 26       | 2        |          |
| 8               | Жуліано             | Інтернасьйонал                  | 31 травня 1990    | 34       | 0        | 0        |          |
| 10              | Коноплянка Євген    | —                               | 29 вересня 1989   | 35       | 55       | 8        |          |
| 18              | Осмар Ферейра       | «Сан-Лоренсо»                   | 9 січня 1983      | 42       | 55       | 5        |          |
| 25              | Маріо Голек         | Брно                            | 28 жовтня 1986    | 38       | 59       | 1        |          |
| 28              | Назаренко Сергій    | —                               | 16 лютого 1980    | 45       | 258      | 49       |          |
| 29              | Ротань Руслан       | «Динамо» К                      | 29 жовтня 1981    | 43       | 177      | 18       |          |
| 30              | Шахов Євген         | —                               | 30 листопада 1990 | 34       | 33       | 1        |          |
| 88              | Льопа Дмитро        | —                               | 23 листопада 1988 | 36       | 54       | 4        |          |
| Нападники       |                     |                                 |                   |          |          |          |          |
| 9               | Гоменюк Володимир   | «Таврія»                        | 19 липня 1985     | 39       | 51       | 13       |          |
| 11              | Селезньов Євген     | «Шахтар» (Донецьк)              | 20 липня 1985     | 39       | 44       | 25       |          |
| 22              | Гладкий Олександр   | «Шахтар» (Донецьк)              | 24 серпня 1987    | 37       | 9        | 0        |          |
| 99              | Матеус              | Спортінг (Брага)                | 15 січня 1983     | 42       | 0        | 0        |          |
| Головний тренер |                     |                                 |                   |          |          |          |          |
|                 | Хуанде Рамос        |                                 | 25 вересня 1954   | 70       |          |          |          |
|                 |                     |                                 |                   |          |          |          |          |

Дублери команди
| №               | Гравець                 | Клуб (у якому грав до «Дніпра») | Дата народження   | Вік      | Ігор     | Голів    |          |
| Воротарі        | Воротарі                | Воротарі                        | Воротарі          | Воротарі | Воротарі | Воротарі | Воротарі |
| --------------- | ----------------------- | ------------------------------- | ----------------- | -------- | -------- | -------- | -------- |
| 91              | Ігор Варцаба            | —                               | 28 січня 1991     | 34       | 26       | -39      |          |
| 92              | Віталій Каніболоцький   | —                               | 30 жовтня 1992    | 32       | 1        | 0        |          |
| Захисники       |                         |                                 |                   |          |          |          |          |
| 12              | Денис Андрієнко         | —                               | 12 квітня 1980    | 44       | 61       | 2        |          |
| 21              | Алсідіс                 | «Челсі»                         | 13 березня 1985   | 40       | 17       | 1        |          |
| 38              | Олександр Насонов       | —                               | 28 квітня 1992    | 32       | 52       | 3        |          |
| 39              | Станіслав Морозов       | «Кривбас»                       | 9 листопада 1991  | 33       | 45       | 0        |          |
| 40              | Сергій Бігус            | —                               | 30 березня 1994   | 30       | 3        | 0        |          |
| 41              | Євген Баришников        | —                               | 1 серпня 1988     | 36       | 52       | 6        |          |
| 45              | Кирило Пасічник         | —                               | 30 березня 1994   | 30       | 2        | 0        |          |
| 65              | Євген Неплях            | —                               | 11 травня 1992    | 32       | 41       | 2        |          |
| 79              | Олександр Логінов       | «Кривбас»                       | 23 липня 1991     | 33       | 27       | 3        |          |
| Півзахисники    |                         |                                 |                   |          |          |          |          |
| 13              | Бека Гоцирідзе          | «Кривбас»                       | 17 серпня 1988    | 36       | 18       | 3        |          |
| 26              | Калиниченко Максим      | «Спартак»                       | 26 січня 1979     | 46       | 112      | 21       |          |
| 31              | Дмитро Тригуб           | —                               | 23 липня 1992     | 32       | 23       | 1        |          |
| 33              | Ярослав Рафальський     | —                               | 16 липня 1992     | 32       | 15       | 0        |          |
| 35              | Олексій Разуваєв        | —                               | 14 січня 1993     | 32       | 25       | 2        |          |
| 36              | Руслан Бабенко          | —                               | 8 липня 1992      | 32       | 42       | 4        |          |
| 43              | Анатолій Мудрак         | «Таврія»                        | 14 листопада 1990 | 34       | 21       | 2        |          |
| 71              | Ігор Загальський        | —                               | 19 травня 1991    | 33       | 17       | 0        |          |
| 78              | Руслан Беляєв           | —                               | 10 вересня 1993   | 31       | 0        | 0        |          |
| 80              | Леван Арвеладзе         | —                               | 6 квітня 1993     | 31       | 5        | 0        |          |
| 90              | Олександр Мигунов       | —                               | 13 квітня 1994    | 30       | 0        | 0        |          |
| Нападники       |                         |                                 |                   |          |          |          |          |
| 7               | Бєлік Олексій           | Шахтар                          | 5 лютого 1981     | 44       | 36       | 7        |          |
| 49              | Каверін Віталій         | «Кривбас»                       | 4 вересня 1990    | 34       | 87       | 19       |          |
| 77              | Бохашвілі Євген         | —                               | 5 січня 1993      | 32       | 42       | 14       |          |
| 81              | Денис Мазний            | «Таврія»                        | 17 листопада 1991 | 33       | 16       | 1        |          |
| 87              | Владислав Войцеховський | -                               | 19 квітня 1993    | 31       | 0        | 0        |          |
| Головний тренер |                         |                                 |                   |          |          |          |          |
|                 | Михайленко Дмитро       |                                 | 11 жовтня 1965    | 59       |          |          |          |
|                 |                         |                                 |                   |          |          |          |          |

### Зміни складу
| №         | Гравець       | Клуб (у оренді)  | Дата народження | Вік       | Ігор      | Голів     |           |
| Захисники | Захисники     | Захисники        | Захисники       | Захисники | Захисники | Захисники | Захисники |
| --------- | ------------- | ---------------- | --------------- | --------- | --------- | --------- | --------- |
|           | Нельсон Рівас | «Інтернаціонале» | 25 березня 1983 | 41        | 0         | 0         |           |
|           |               |                  |                 |           |           |           |           |

Прийшли:
| №            | Гравець      | Клуб (у якому грав) | Дата народження | Вік       | Ігор      | Голів     |           |
| Захисники    | Захисники    | Захисники           | Захисники       | Захисники | Захисники | Захисники | Захисники |
| ------------ | ------------ | ------------------- | --------------- | --------- | --------- | --------- | --------- |
| 2            | Інкум        | «Базель»            | 22 серпня 1989  | 35        | 0         | 0         |           |
| 17           | Іван Стрініч | «Хайдук»            | 17 липня 1987   | 37        | 0         | 0         |           |
| Півзахисники |              |                     |                 |           |           |           |           |
| 8            | Жуліано      | Інтернасьйонал      | 31 травня 1990  | 34        | 0         | 0         |           |
| Нападники    |              |                     |                 |           |           |           |           |
| 99           | Матеус       | Спортінг (Брага)    | 15 січня 1983   | 42        | 0         | 0         |           |
|              |              |                     |                 |           |           |           |           |

## Чемпіонат України

### Календар чемпіонату України
| Тур | Команда           | Рахунок                   | Тур | Команда      | Рахунок                   | Тур | Команда           | Рахунок                                                                                         |
| --- | ----------------- | ------------------------- | --- | ------------ | ------------------------- | --- | ----------------- | ----------------------------------------------------------------------------------------------- |
| 1   | «Карпати»         | 1:0Протокол (1:1)Протокол | 11  | «Кривбас»    | 1:1Протокол (2:4)Протокол | 21  | «Металіст»        | 2:2Протокол (1:0)Протокол                                                                       |
| 2   | «Волинь»          | 2:0Протокол (1:3)Протокол | 12  | «Металург» З | 0:3Протокол (1:1)Протокол | 22  | «Динамо»          | 1:0Протокол (0:0)Протокол                                                                       |
| 3   | «Іллічівець»      | 1:5Протокол (1:3)Протокол | 13  | «Зоря»       | 1:1Протокол (3:2)Протокол | 23  | «Металург» Д      | 3:2Протокол (0:1)Протокол[недоступне посилання з липня 2019]                                    |
| 4   | «Оболонь»         | 3:0Протокол (3:1)Протокол | 14  | «Арсенал»    | 1:2Протокол (2:1)Протокол | 24  | «Ворскла»         | 2:0Протокол (0:0)Протокол[недоступне посилання з липня 2019]                                    |
| 5   | «Таврія»          | 0:1Протокол (3:0)Протокол | 15  | «Шахтар»     | 0:1Протокол (1:2)Протокол | 25  | ПФК «Севастополь» | 2:2Протокол (5:1)Протокол[недоступне посилання з липня 2019]                                    |
| 6   | «Металіст»        | 0:1Протокол (0:0)Протокол | 16  | «Карпати»    | 0:0Протокол (1:2)Протокол | 26  | «Кривбас»         | 0:3Протокол (0:1)Протокол[недоступне посилання з липня 2019]                                    |
| 7   | «Динамо»          | 0:0Протокол (1:2)Протокол | 17  | «Волинь»     | 1:1Протокол (0:2)Протокол | 27  | «Металург» З      | 3:0Протокол (5:0)Протокол[недоступне посилання з липня 2019]                                    |
| 8   | «Металург» Д      | 1:2Протокол (3:2)Протокол | 18  | «Іллічівець» | 2:0Протокол (3:0)Протокол | 28  | «Зоря»            | 0:1Протокол[недоступне посилання з липня 2019] (2:1)Протокол[недоступне посилання з липня 2019] |
| 9   | «Ворскла»         | 0:2Протокол (0:1)Протокол | 19  | «Оболонь»    | 0:1Протокол (0:0)Протокол | 29  | «Арсенал»         | 1:0Протокол[недоступне посилання з липня 2019] (2:1)Протокол                                    |
| 10  | ПФК «Севастополь» | 2:1Протокол (1:2)Протокол | 20  | «Таврія»     | 2:2Протокол (2:0)Протокол | 30  | «Шахтар»          | 0:0Протокол (2:1)Протокол[недоступне посилання з липня 2019]                                    |

Примітка

Блакитним кольором виділені домашні ігри. У дужках ігри дублерів.

### Матчі
| 10.07.2010 17:30 |

| «Дніпро»            | 1 — 0          | «Карпати» |
| ------------------- | -------------- | --------- |
| Чеберячко Євген 85' | 1 тур Протокол |           |

| «Дніпро-Арена» Глядачів: 17 406 Арбітр: Іщенко Ігор |

| 18.07.2010 17:00 |

| «Дніпро»                                  | 2 — 0          | «Волинь» |
| ----------------------------------------- | -------------- | -------- |
| Селезньов Євген 33' Гоменюк Володимир 50' | 2 тур Протокол |          |

| «Дніпро-Арена» Глядачів: 13 374 Арбітр: Жуков Дмитро |

| 24.07.2010 20:00 |

| «Іллічівець»        | 1 — 5          | «Дніпро»                                                              |
| ------------------- | -------------- | --------------------------------------------------------------------- |
| Олексій Антонов 43' | 3 тур Протокол | 6' Коноплянка Євген 15', 71', 90+2' Селезньов Євген 68' Осмар Ферейра |

| «Іллічівець» Глядачів: 6500 Арбітр: Деревінський Олег |

| 1.08.2010 18:00 |

| «Дніпро»                                                         | 3 — 0          | «Оболонь» |
| ---------------------------------------------------------------- | -------------- | --------- |
| Селезньов Євген 17' Калиниченко Максим 30' Гоменюк Володимир 60' | 4 тур Протокол |           |

| «Дніпро-Арена» Глядачів: 13 920 Арбітр: Вакс Юрій |

| 8.08.2010 19:30 |

| «Таврія» | 0 — 1          | «Дніпро»          |
| -------- | -------------- | ----------------- |
|          | 5 тур Протокол | 78' Ротань Руслан |

| РСК «Локомотив» Глядачів: 5700 Арбітр: Лисенчук Сергій |

| 14.08.2010 20:15 |

| «Дніпро» | 0 — 1          | «Металіст»  |
| -------- | -------------- | ----------- |
|          | 6 тур Протокол | 56' Фінінью |

| «Дніпро-Арена» Глядачів: 22 846 Арбітр: Даньковський Сергій |

| 22.08.2010 20:15 |

| «Динамо» | 0 — 0          | «Дніпро» |
| -------- | -------------- | -------- |
|          | 7 тур Протокол |          |

| «Динамо» ім. Лобановського Глядачів: 14 000 Арбітр: Швецов Віктор |

| 30.08.2010 19:00 |

| «Дніпро»             | 1 — 2          | «Металург» Д                             |
| -------------------- | -------------- | ---------------------------------------- |
| Коноплянка Євген 66' | 8 тур Протокол | 58' Чіпріан Тенасе 76' Мусавенкосі Мгуні |

| «Дніпро-Арена» Глядачів: 12 962 Арбітр: Шандор Андрій |

| 12.09.2010 19:30 |

| «Ворскла» | 0 — 2          | «Дніпро»                                        |
| --------- | -------------- | ----------------------------------------------- |
|           | 9 тур Протокол | 2' Коноплянка Євген 79' (пен.) Назаренко Сергій |

| «Ворскла» ім. Бутовського Глядачів: 12 500 Арбітр: Бойко Сергій |

| 18.09.2010 14:00 |

| ФК «Севастополь»            | 2 — 1           | «Дніпро»              |
| --------------------------- | --------------- | --------------------- |
| Зборовський Андрій 25', 78' | 10 тур Протокол | 90+2' Селезньов Євген |

| РСК «Локомотив» Глядачів: 2000 Арбітр: Арановський Євген |

| 26.09.2010 17:00 |

| «Дніпро»            | 1 — 1           | «Кривбас»              |
| ------------------- | --------------- | ---------------------- |
| Селезньов Євген 20' | 11 тур Протокол | 53' Іващенко Олександр |

| «Металург» Глядачів: 4000 Арбітр: Деревінський Олег |

| 1.10.2010 19:00 |

| «Металург» З | 0 — 3           | «Дніпро»                                                       |
| ------------ | --------------- | -------------------------------------------------------------- |
|              | 12 тур Протокол | 38' Мандзюк Віталій 84' Гоменюк Володимир 87' Кравченко Сергій |

| «Славутич-Арена» Глядачів: 3200 Арбітр: Родіоненко Михайло |

| 17.10.2010 18:00 |

| «Дніпро»              | 1 — 1           | «Зоря»             |
| --------------------- | --------------- | ------------------ |
| Гоменюк Володимир 28' | 13 тур Протокол | 2' Лазарович Тарас |

| «Дніпро-Арена» Глядачів: 14 894 Арбітр: Кутаков Дмитро |

| 23.10.2010 16:00 |

| «Арсенал»           | 1 — 2           | «Дніпро»                 |
| ------------------- | --------------- | ------------------------ |
| Андрій Богданов 20' | 14 тур Протокол | 52', 78' Селезньов Євген |

| НТК ім. Баннікова Глядачів: 1420 Арбітр: Шандор Андрій |

| 30.10.2010 16:30 |

| «Дніпро» | 0 — 1           | «Шахтар»         |
| -------- | --------------- | ---------------- |
|          | 15 тур Протокол | 27' Луїс Адріану |

| «Дніпро-Арена» Глядачів: 31 003 Арбітр: Бойко Сергій |

| 7.11.2010 20:00 |

| «Карпати» | 0 — 0           | «Дніпро» |
| --------- | --------------- | -------- |
|           | 16 тур Протокол |          |

| «Україна» Глядачів: 9000 Арбітр: Арановський Євген |

| 14.11.2010 19:00 |

| «Волинь»         | 1 — 1           | «Дніпро»             |
| ---------------- | --------------- | -------------------- |
| Пічкур Євген 82' | 17 тур Протокол | 41' Коноплянка Євген |

| «Авангард» Глядачів: 10 730 Арбітр: Іщенко Ігор |

| 21.11.2010 19:00 |

| «Дніпро»                 | 2 — 0           | «Іллічівець» |
| ------------------------ | --------------- | ------------ |
| Селезньов Євген 34', 45' | 18 тур Протокол |              |

| «Дніпро-Арена» Глядачів: 11 912 Арбітр: Вакс Юрій |

| 28.11.2010 20:00 |

| «Оболонь» | 0 — 1           | «Дніпро»            |
| --------- | --------------- | ------------------- |
|           | 19 тур Протокол | 22' Селезньов Євген |

| «Оболонь-Арена» Глядачів: 4100 Арбітр: Покідько Ігор |

| 6.03.2011 15.00 |

| «Дніпро»                             | 2 — 2           | «Таврія»                           |
| ------------------------------------ | --------------- | ---------------------------------- |
| Селезньов Євген 78' Іван Стрініч 81' | 20 тур Протокол | 33' Руслан Платон 86' Максим Фещук |

| «Дніпро-Арена» Глядачів: 14 898 Арбітр: Деревінський Олег |

| 13.03.2011 17.30 |

| «Металіст»              | 2 — 2           | «Дніпро»                  |
| ----------------------- | --------------- | ------------------------- |
| Клейтон Шав'єр 73', 81' | 21 тур Протокол | 45', 71' Коноплянка Євген |

| ОСК «Металіст» Глядачів: 36 252 Арбітр: Арановський Євген |

| 20.03.2011 15.00 |

| «Дніпро»         | 1 — 0           | «Динамо» |
| ---------------- | --------------- | -------- |
| Іван Стрініч 51' | 22 тур Протокол |          |

| «Дніпро-Арена» Глядачів: 31 003 Арбітр: Юрій Можаровський |

| 2.04.2011 18.00 |

| «Металург» Д                                             | 3 — 2           | «Дніпро»                        |
| -------------------------------------------------------- | --------------- | ------------------------------- |
| Віталій Іванко 14' Айоделе Аделейе 75' Денис Голайдо 84' | 23 тур Протокол | 2', 72' (пен.) Назаренко Сергій |

| «Металург» Глядачів: 4100 Арбітр: Покідько Ігор |

| 9.04.2011 17.00 |

| «Дніпро»                | 2 — 0           | «Ворскла» |
| ----------------------- | --------------- | --------- |
| Селезньов Євген 9', 51' | 24 тур Протокол |           |

| «Дніпро-Арена» Глядачів: 14 600 Арбітр: Жуков Дмитро |

| 17.04.2011 17.00 |

| «Дніпро»                         | 2 — 2           | ФК «Севастополь»                     |
| -------------------------------- | --------------- | ------------------------------------ |
| Назаренко Сергій 30', 54' (пен.) | 25 тур Протокол | 38' Таофік Салхі 49' Сергій Ференчак |

| «Дніпро-Арена» Глядачів: 15 822 Арбітр: Бойко Сергій |

| 23.04.2011 19.00 |

| «Кривбас» | 0 — 3           | «Дніпро»                                |
| --------- | --------------- | --------------------------------------- |
|           | 26 тур Протокол | 3' Шахов Євген 20', 40' Селезньов Євген |

| «Дніпро-Арена» Глядачів: 9667 Арбітр: Грисьо Юрій |

| 30.04.2011 19.30 |

| «Дніпро»                                      | 3 — 0           | «Металург» З |
| --------------------------------------------- | --------------- | ------------ |
| Гладкий Олександр 38', 90+3' Русол Андрій 58' | 27 тур Протокол |              |

| «Дніпро-Арена» Глядачів: 10 804 Арбітр: Деревінський Олег |

| 7.05.2011 14.00 |

| «Зоря» | 0 — 1           | «Дніпро»       |
| ------ | --------------- | -------------- |
|        | 28 тур Протокол | 1' Шахов Євген |

| «Сталь» Глядачів: 4500 Арбітр: Шандор Андрій |

| 15.05.2011 16.00 |

| «Дніпро»            | 1 — 0           | «Арсенал» |
| ------------------- | --------------- | --------- |
| Назаренко Сергій 6' | 29 тур Протокол |           |

| «Дніпро-Арена» Глядачів: 16 992 Арбітр: Жуков Дмитро |

| 21.05.2011 16.00 |

| «Шахтар» | 0 — 0           | «Дніпро» |
| -------- | --------------- | -------- |
|          | 30 тур Протокол |          |

| «Донбас Арена» Глядачів: 45 067 Арбітр: Іщенко Ігор |

### Результати

#### За половинами
| Місце | Команда           | Ігор | В  | Н | П  | РМ    | Очок |
| ----- | ----------------- | ---- | -- | - | -- | ----- | ---- |
| 1     | «Шахтар»          | 15   | 13 | 1 | 1  | 27−5  | 40   |
| 2     | «Динамо»          | 15   | 11 | 2 | 2  | 31−13 | 35   |
| 3     | «Металіст»        | 15   | 10 | 1 | 4  | 28−14 | 31   |
| 4     | «Дніпро»          | 15   | 8  | 3 | 4  | 23−10 | 27   |
| 5     | «Карпати»         | 15   | 7  | 3 | 5  | 18−15 | 24   |
| 6     | «Арсенал»         | 15   | 6  | 3 | 6  | 18−17 | 21   |
| 7     | «Ворскла»         | 15   | 5  | 4 | 6  | 16−16 | 19   |
| 8     | «Таврія»          | 15   | 5  | 3 | 7  | 23−24 | 18   |
| 9     | «Металург» Д      | 15   | 5  | 3 | 7  | 17−21 | 18   |
| 10    | «Волинь»          | 15   | 5  | 3 | 7  | 13−18 | 18   |
| 11    | «Кривбас»         | 15   | 3  | 8 | 4  | 14−18 | 17   |
| 12    | «Зоря»            | 15   | 3  | 6 | 6  | 15−20 | 15   |
| 13    | «Оболонь»         | 15   | 4  | 3 | 8  | 12−22 | 15   |
| 14    | «Іллічівець»      | 15   | 3  | 5 | 7  | 20−36 | 14   |
| 15    | ПФК «Севастополь» | 15   | 3  | 5 | 7  | 12−23 | 14   |
| 16    | «Металург» З      | 15   | 1  | 3 | 11 | 5−20  | 6    |

| Місце | Команда           | Ігор | В  | Н | П  | РМ    | Очок |
| ----- | ----------------- | ---- | -- | - | -- | ----- | ---- |
| 1     | «Шахтар»          | 15   | 10 | 2 | 3  | 26−11 | 32   |
| 2     | «Динамо»          | 15   | 9  | 3 | 3  | 29−11 | 30   |
| 3     | «Дніпро»          | 15   | 8  | 6 | 1  | 21−11 | 30   |
| 4     | «Металіст»        | 15   | 8  | 5 | 2  | 30−12 | 29   |
| 5     | «Карпати»         | 15   | 6  | 6 | 3  | 23−19 | 24   |
| 6     | «Таврія»          | 15   | 5  | 6 | 4  | 21−21 | 21   |
| 7     | «Ворскла»         | 15   | 5  | 5 | 5  | 21−15 | 20   |
| 8     | «Металург» Д      | 15   | 6  | 2 | 7  | 19−24 | 20   |
| 9     | «Оболонь»         | 15   | 5  | 4 | 6  | 14−16 | 19   |
| 10    | «Металург» З      | 15   | 5  | 3 | 7  | 13−20 | 18   |
| 11    | «Арсенал»         | 15   | 4  | 4 | 7  | 18−21 | 16   |
| 12    | «Волинь»          | 15   | 4  | 4 | 7  | 14−30 | 16   |
| 13    | «Іллічівець»      | 15   | 4  | 3 | 8  | 25−31 | 15   |
| 14    | «Зоря»            | 16   | 4  | 3 | 9  | 13−20 | 15   |
| 15    | ПФК «Севастополь» | 15   | 4  | 1 | 10 | 14−25 | 13   |
| 16    | «Кривбас»         | 15   | 3  | 3 | 9  | 13−27 | 12   |

#### Загальна таблиця
| №  | Команда           | Загалом | Загалом | Загалом | Загалом | Загалом | Загалом | Вдома | Вдома | Вдома | Вдома | Вдома | Вдома | Виїзд | Виїзд | Виїзд | Виїзд | Виїзд | Виїзд |
| №  | Команда           | Ігор    | В       | Н       | П       | РМ      | Очок    | Ігор  | В     | Н     | П     | РМ    | Очок  | Ігор  | В     | Н     | П     | РМ    | Очок  |
| -- | ----------------- | ------- | ------- | ------- | ------- | ------- | ------- | ----- | ----- | ----- | ----- | ----- | ----- | ----- | ----- | ----- | ----- | ----- | ----- |
| 1  | «Шахтар»          | 30      | 23      | 3       | 4       | 53-16   | 72      | 15    | 13    | 1     | 1     | 31-4  | 40    | 15    | 10    | 2     | 3     | 22-12 | 32    |
| 2  | «Динамо»          | 30      | 20      | 5       | 5       | 59-24   | 65      | 15    | 12    | 2     | 1     | 36-7  | 38    | 15    | 8     | 3     | 4     | 24-17 | 27    |
| 3  | «Металіст»        | 30      | 18      | 6       | 6       | 58-26   | 60      | 15    | 8     | 2     | 5     | 35-21 | 26    | 15    | 10    | 4     | 1     | 23-5  | 33    |
| 4  | «Дніпро»          | 30      | 16      | 9       | 5       | 46-20   | 57      | 15    | 8     | 4     | 3     | 22-10 | 28    | 15    | 7     | 5     | 3     | 24-10 | 29    |
| 5  | «Карпати»         | 30      | 13      | 9       | 8       | 41-34   | 48      | 15    | 11    | 2     | 2     | 23-12 | 35    | 15    | 2     | 8     | 5     | 16-22 | 14    |
| 6  | «Ворскла»         | 30      | 10      | 9       | 11      | 37-32   | 39      | 15    | 5     | 5     | 5     | 17-13 | 20    | 15    | 4     | 4     | 7     | 20-19 | 19    |
| 7  | «Таврія»          | 30      | 10      | 9       | 11      | 44-46   | 39      | 15    | 6     | 4     | 4     | 20-15 | 23    | 15    | 4     | 4     | 7     | 24-31 | 16    |
| 8  | «Металург» Д      | 30      | 11      | 5       | 14      | 36-45   | 38      | 15    | 6     | 2     | 7     | 19-25 | 20    | 15    | 5     | 3     | 7     | 17-20 | 18    |
| 9  | «Арсенал»         | 30      | 10      | 7       | 13      | 36-38   | 37      | 15    | 5     | 3     | 7     | 16-19 | 18    | 15    | 5     | 4     | 6     | 20-19 | 19    |
| 10 | «Оболонь»         | 30      | 9       | 7       | 14      | 26-38   | 34      | 15    | 4     | 6     | 4     | 15-14 | 21    | 15    | 4     | 1     | 10    | 11-24 | 13    |
| 11 | «Волинь»          | 30      | 9       | 7       | 14      | 27-49   | 34      | 15    | 4     | 4     | 7     | 12-22 | 13    | 15    | 5     | 3     | 7     | 15-27 | 18    |
| 12 | «Зоря»            | 30      | 7       | 9       | 14      | 28-40   | 30      | 15    | 4     | 4     | 7     | 17-22 | 16    | 15    | 3     | 5     | 7     | 11-18 | 14    |
| 13 | «Кривбас»         | 30      | 6       | 11      | 13      | 27-45   | 29      | 15    | 4     | 5     | 6     | 12-20 | 17    | 15    | 2     | 6     | 7     | 15-25 | 12    |
| 14 | «Іллічівець»      | 30      | 7       | 8       | 15      | 45-67   | 29      | 15    | 4     | 6     | 5     | 28-34 | 18    | 15    | 3     | 2     | 10    | 17-33 | 11    |
| 15 | ПФК «Севастополь» | 30      | 7       | 6       | 17      | 26-48   | 27      | 15    | 6     | 3     | 6     | 16-15 | 21    | 15    | 1     | 3     | 11    | 10-33 | 6     |
| 16 | «Металург» З      | 30      | 6       | 6       | 18      | 18-40   | 24      | 15    | 4     | 4     | 7     | 13-21 | 16    | 15    | 2     | 2     | 11    | 5-19  | 8     |

#### Таблиця дублерів
| Місце | Команда           | Ігор | В  | Н  | П  | РМ    | Очок |
| ----- | ----------------- | ---- | -- | -- | -- | ----- | ---- |
| 1     | «Шахтар»          | 30   | 22 | 3  | 5  | 66−30 | 69   |
| 2     | «Металіст»        | 30   | 16 | 6  | 8  | 55−26 | 54   |
| 3     | «Дніпро»          | 30   | 16 | 6  | 8  | 49−32 | 54   |
| 4     | «Карпати»         | 30   | 15 | 5  | 10 | 71−42 | 50   |
| 5     | «Іллічівець»      | 30   | 14 | 5  | 11 | 59−45 | 47   |
| 6     | «Ворскла»         | 30   | 12 | 8  | 10 | 44−39 | 44   |
| 7     | «Оболонь»         | 30   | 10 | 13 | 7  | 42−41 | 43   |
| 8     | «Металург» Д      | 30   | 11 | 9  | 10 | 44−34 | 42   |
| 9     | «Арсенал»         | 30   | 11 | 5  | 14 | 36−49 | 38   |
| 10    | «Металург» З      | 30   | 10 | 7  | 13 | 38−45 | 37   |
| 11    | «Таврія»          | 30   | 9  | 8  | 13 | 35−56 | 35   |
| 12    | «Зоря»            | 30   | 9  | 6  | 15 | 29−42 | 33   |
| 13    | «Волинь»          | 30   | 10 | 3  | 17 | 45−74 | 33   |
| 14    | «Динамо»          | 30   | 8  | 7  | 15 | 37−43 | 31   |
| 15    | «Кривбас»         | 30   | 7  | 9  | 14 | 30−46 | 30   |
| 16    | ПФК «Севастополь» | 30   | 9  | 2  | 19 | 41−62 | 29   |

### Клубна статистика

#### Тур за туром
| Тур       | 1 | 2 | 3 | 4  | 5  | 6  | 7  | 8  | 9  | 10 | 11 | 12 | 13 | 14 | 15 | 16 | 17 | 18 | 19 | 20 | 21 | 22 | 23 | 24 | 25 | 26 | 27 | 28 | 29 | 30 |
| --------- | - | - | - | -- | -- | -- | -- | -- | -- | -- | -- | -- | -- | -- | -- | -- | -- | -- | -- | -- | -- | -- | -- | -- | -- | -- | -- | -- | -- | -- |
| Поле      | Д | Д | В | Д  | В  | Д  | В  | Д  | В  | В  | Д  | В  | Д  | В  | Д  | В  | В  | Д  | В  | Д  | В  | Д  | В  | Д  | Д  | В  | Д  | В  | Д  | В  |
| Підсумок  | В | В | В | В  | В  | П  | Н  | П  | В  | П  | Н  | В  | Н  | В  | П  | Н  | Н  | В  | В  | Н  | Н  | В  | П  | В  | Н  | В  | В  | В  | В  | Н  |
| Місце     | 4 | 1 | 1 | 1  | 1  | 2  | 2  | 3  | 3  | 4  | 3  | 3  | 4  | 4  | 4  | 4  | 4  | 4  | 4  | 4  | 4  | 4  | 4  | 4  | 4  | 4  | 4  | 4  | 4  | 4  |
| Забиті    | 1 | 3 | 8 | 11 | 12 | 12 | 12 | 13 | 15 | 16 | 17 | 20 | 21 | 23 | 23 | 23 | 24 | 26 | 27 | 29 | 31 | 32 | 34 | 36 | 38 | 41 | 44 | 45 | 46 | 46 |
| Пропущені | 0 | 0 | 1 | 1  | 1  | 2  | 2  | 4  | 4  | 6  | 7  | 7  | 8  | 9  | 10 | 10 | 11 | 11 | 11 | 13 | 15 | 15 | 18 | 18 | 20 | 20 | 20 | 20 | 20 | 20 |

#### Голи за хвилинами
|           | 1-15 | 16-30 | 31-45+ | 46-60 | 61-75 | 76-90+ |
| --------- | ---- | ----- | ------ | ----- | ----- | ------ |
| Забиті    | 8    | 6     | 9      | 7     | 5     | 11     |
| Пропущені | 2    | 3     | 3      | 4     | 2     | 6      |

#### Відсоткова таблиця
| Загалом | Загалом | Загалом | Загалом   | Загалом  | Загалом  | Вдома | Вдома  | Вдома | Вдома    | Вдома    | Вдома    | Виїзд | Виїзд  | Виїзд | Виїзд    | Виїзд    | Виїзд    |
| Ігор    | Очок    | %       | В         | Н        | П        | Ігор  | Очок   | %     | В        | Н        | П        | Ігор  | Очок   | %     | В        | Н        | П        |
| ------- | ------- | ------- | --------- | -------- | -------- | ----- | ------ | ----- | -------- | -------- | -------- | ----- | ------ | ----- | -------- | -------- | -------- |
| 30      | 57(90)  | 63.3%   | 16(53.3%) | 9(30.0%) | 5(16.6%) | 15    | 28(45) | 62.2% | 8(53.3%) | 4(26.6%) | 3(20.0%) | 15    | 29(45) | 64.4% | 8(53.3%) | 5(33.3%) | 2(13.3%) |

#### Відсотки за турами
| Тур | Очок   | %     | Тур | Очок   | %      | Тур | Очок   | %      | Тур | Очок   | %     | Тур | Очок   | %      |
| --- | ------ | ----- | --- | ------ | ------ | --- | ------ | ------ | --- | ------ | ----- | --- | ------ | ------ |
| 1   | 3(3)   | 100%  | 7   | 16(21) | 76.19% | 13  | 24(39) | 61.53% | 19  | 35(57) | 61.4% | 25  | 44(75) | 58.7%  |
| 2   | 6(6)   | 100%  | 8   | 16(24) | 66.6%  | 14  | 27(42) | 64.28% | 20  | 36(60) | 60.0% | 26  | 47(78) | 60.25% |
| 3   | 9(9)   | 100%  | 9   | 19(27) | 70.37% | 15  | 27(45) | 60%    | 21  | 37(63) | 58.7% | 27  | 50(81) | 61.7%  |
| 4   | 12(12) | 100%  | 10  | 19(30) | 63.3%  | 16  | 28(48) | 58.33% | 22  | 40(66) | 60.6% | 28  | 53(84) | 63.1%  |
| 5   | 15(15) | 100%  | 11  | 20(33) | 60.60% | 17  | 29(51) | 56.86% | 23  | 40(69) | 58%   | 29  | 56(87) | 64.36% |
| 6   | 15(18) | 83.3% | 12  | 23(36) | 63.9%  | 18  | 32(54) | 59.25% | 24  | 43(72) | 59.7% | 30  | 57(90) | 63.3%  |

### Індивідуальна статистика

#### Загальна
| №  | Поз. | Гравець             | Прем'єр-ліга | Прем'єр-ліга | Прем'єр-ліга | Прем'єр-ліга | Кубок | Кубок | Кубок | Кубок | Ліга Європи | Ліга Європи | Ліга Європи | Ліга Європи | Всього | Всього | Всього | Всього |
| №  | Поз. | Гравець             | Ігор         |              |              |              | Ігор  |       |       |       | Ігор        |             |             |             | Ігор   |        |        |        |
| -- | ---- | ------------------- | ------------ | ------------ | ------------ | ------------ | ----- | ----- | ----- | ----- | ----------- | ----------- | ----------- | ----------- | ------ | ------ | ------ | ------ |
| 2  | ЗХ   | Інкум               | 11           | 0            | 1            | 0            | 0     | 0     | 0     | 0     | 0           | 0           | 0           | 0           | 11     | 0      | 1      | 0      |
| 3  | ЗХ   | Уча Лобжанідзе      | 17           | 0            | 1            | 0            | 3     | 0     | 0     | 0     | 2           | 0           | 0           | 0           | 22     | 0      | 1      | 0      |
| 4  | ПЗ   | Кравченко Сергій    | 26           | 1            | 7            | 0            | 3     | 1     | 0     | 0     | 4           | 0           | 1           | 0           | 33     | 2      | 8      | 0      |
| 5  | ЗХ   | Мандзюк Віталій     | 24           | 1            | 4            | 0            | 3     | 0     | 0     | 0     | 1           | 0           | 0           | 0           | 28     | 1      | 4      | 0      |
| 6  | ЗХ   | Нельсон Рівас       | 1            | 0            | 1            | 0            | 0     | 0     | 0     | 0     | 0           | 0           | 0           | 0           | 1      | 0      | 1      | 0      |
| 8  | ПЗ   | Жуліано             | 11           | 0            | 0            | 1            | 0     | 0     | 0     | 0     | 0           | 0           | 0           | 0           | 11     | 0      | 0      | 1      |
| 9  | НП   | Гоменюк Володимир   | 14           | 4            | 1            | 0            | 1     | 1     | 0     | 0     | 4           | 1           | 0           | 0           | 19     | 6      | 1      | 0      |
| 10 | НП   | Коноплянка Євген    | 25           | 6            | 3            | 0            | 2     | 0     | 0     | 0     | 3           | 0           | 2           | 0           | 30     | 6      | 5      | 0      |
| 11 | НП   | Селезньов Євген     | 24           | 17           | 4            | 0            | 2     | 1     | 1     | 0     | 4           | 1           | 0           | 0           | 30     | 19     | 5      | 0      |
| 14 | ЗХ   | Чеберячко Євген     | 26           | 1            | 5            | 1            | 3     | 0     | 0     | 1     | 4           | 0           | 2           | 0           | 33     | 1      | 7      | 2      |
| 16 | ЗХ   | Русол Андрій        | 20           | 1            | 5            | 0            | 1     | 0     | 0     | 0     | 4           | 0           | 1           | 0           | 25     | 1      | 6      | 0      |
| 17 | ЗХ   | Іван Стрініч        | 6            | 2            | 1            | 0            | 0     | 0     | 0     | 0     | 0           | 0           | 0           | 0           | 6      | 2      | 1      | 0      |
| 18 | ПЗ   | Осмар Ферейра       | 17           | 1            | 2            | 0            | 2     | 1     | 1     | 0     | 3           | 0           | 0           | 0           | 22     | 2      | 2      | 0      |
| 19 | ЗХ   | Денисов Віталій     | 23           | 0            | 4            | 0            | 3     | 0     | 0     | 0     | 4           | 0           | 1           | 0           | 30     | 0      | 5      | 0      |
| 22 | НП   | Гладкий Олександр   | 19           | 2            | 2            | 0            | 3     | 2     | 0     | 0     | 2           | 0           | 0           | 0           | 24     | 4      | 2      | 0      |
| 24 | ЗХ   | Пашаєв Павло        | 2            | 0            | 1            | 0            | 0     | 0     | 0     | 0     | 2           | 0           | 0           | 0           | 4      | 0      | 1      | 0      |
| 25 | ПЗ   | Маріо Голек         | 9            | 0            | 0            | 0            | 0     | 0     | 0     | 0     | 3           | 1           | 0           | 0           | 12     | 1      | 0      | 0      |
| 27 | ГК   | Ян Лаштувка         | 20           | -14          | 0            | 0            | 3     | -2    | 0     | 0     | 0           | 0           | 0           | 0           | 23     | -16    | 0      | 0      |
| 28 | ПЗ   | Назаренко Сергій    | 25           | 6            | 2            | 0            | 2     | 0     | 0     | 0     | 2           | 0           | 0           | 0           | 29     | 6      | 2      | 0      |
| 29 | ПЗ   | Ротань Руслан       | 21           | 1            | 8            | 0            | 2     | 0     | 1     | 0     | 2           | 0           | 0           | 0           | 25     | 1      | 9      | 0      |
| 30 | ПЗ   | Шахов Євген         | 17           | 2            | 3            | 0            | 3     | 1     | 0     | 0     | 1           | 0           | 0           | 0           | 21     | 3      | 3      | 0      |
| 32 | ГК   | Каніболоцький Антон | 10           | -6           | 0            | 0            | 0     | 0     | 0     | 0     | 4           | -3          | 0           | 0           | 14     | -9     | 0      | 0      |
| 36 | ПЗ   | Бабенко Руслан      | 3            | 0            | 0            | 0            | 0     | 0     | 0     | 0     | 0           | 0           | 0           | 0           | 3      | 0      | 0      | 0      |
| 88 | ПЗ   | Льопа Дмитро        | 15           | 0            | 2            | 0            | 1     | 0     | 0     | 0     | 0           | 0           | 0           | 0           | 16     | 0      | 2      | 0      |
| 99 | НП   | Матеус              | 3            | 0            | 0            | 0            | 0     | 0     | 0     | 0     | 0           | 0           | 0           | 0           | 3      | 0      | 0      | 0      |

#### За турами
| Футболіст           | Тури  | Тури  | Тури   | Тури  | Тури  | Тури   | Тури | Тури   | Тури   | Тури   | Тури   | Тури  | Тури   | Тури   | Тури   | Тури | Тури   | Тури  | Тури  | Тури   | Тури   | Тури  | Тури     | Тури  | Тури     | Тури  | Тури  | Тури  | Тури  | Тури | Всього    |
| Футболіст           | 1     | 2     | 3      | 4     | 5     | 6      | 7    | 8      | 9      | 10     | 11     | 12    | 13     | 14     | 15     | 16   | 17     | 18    | 19    | 20     | 21     | 22    | 23       | 24    | 25       | 26    | 27    | 28    | 29    | 30   | Всього    |
| ------------------- | ----- | ----- | ------ | ----- | ----- | ------ | ---- | ------ | ------ | ------ | ------ | ----- | ------ | ------ | ------ | ---- | ------ | ----- | ----- | ------ | ------ | ----- | -------- | ----- | -------- | ----- | ----- | ----- | ----- | ---- | --------- |
| Ян Лаштувка         |       |       |        |       |       |        |      |        |        |        | С (-1) | С     | С (-1) | С (-1) | С (-1) | С    | С (-1) | С     | С     | С (-2) | С (-2) | С     | С (-3)   | С     | С (-2)   | С     | С     | С     | С     | С    | 20 (-14)  |
| Каніболоцький Антон | С     | С     | С (-1) | С     | С     | С (-1) | С    | С (-2) | С      | С (-2) |        |       |        |        |        |      |        |       |       |        |        |       |          |       |          |       |       |       |       |      | 11 (-6)   |
| Шеліхов Денис       |       |       |        |       |       |        |      |        |        |        |        |       |        |        |        |      |        |       |       |        |        |       |          |       |          |       |       |       |       |      | 0         |
| Інкум               |       |       |        |       |       |        |      |        |        |        |        |       |        |        |        |      |        |       |       | С      | С      | С     | З        | С     | С        | З     | С     | С     | С     | С    | 11        |
| Уча Лобжанідзе      | С     | С     | С      | С     | С     | С      | С    | С      | С      | С      | С      | С     | С      |        |        |      |        |       | З     |        |        |       |          | З     | С        |       |       | З     |       |      | 18        |
| Мандзюк Віталій     |       | З     |        |       |       | С      | С    | С      | С      | С      | С      | С (1) | С      | С      | С      | С    | С      | С     | С     |        |        | С     | С        | С     | С        | С     | С     | С     | С     | С    | 24 (1)    |
| Нельсон Рівас       |       |       |        |       |       |        |      |        |        |        |        |       |        |        |        |      |        |       |       | С      |        |       |          |       |          |       |       |       |       |      | 1         |
| Чеберячко Євген     | С (1) | С     | С      | С     | С     |        | С    | С      | С      | С      | С      | С     | С      | С      | С      | С    |        | С     | С     |        | С      | С     | С        | С     | С        | С     |       | С     | С     | С    | 26 (1)    |
| Русол Андрій        | С     | С     | С      | С     | С     | С      | С    |        |        |        |        |       |        | С      | С      | С    | С      | С     | С     | С      | С      |       | С        | С     |          | С     | С (1) | С     |       |      | 20 (1)    |
| Іван Стрініч        |       |       |        |       |       |        |      |        |        |        |        |       |        |        |        |      |        |       |       | С (1)  | С      | С (1) |          |       | С        | С     | С     |       |       |      | 6 (2)     |
| Денисов Віталій     | С     | С     | С      | С     | С     | С      |      | С      | С      | С      | С      | С     | С      | С      | С      | С    | С      | С     | С     |        | С      | С     | С        |       |          |       |       |       | С     | С    | 23        |
| Пашаєв Павло        |       |       | З      |       |       |        |      |        |        |        |        |       |        |        |        |      | З      |       |       |        |        |       |          |       |          |       |       |       |       |      | 2         |
| Кравченко Сергій    | З     | З     | С      | С     |       | С      | С    | С      | С      | С      | С      | З (1) |        |        | С      | С    | С      | С     | С     | С      | С      | С     |          | С     | С        | С     | С     | С     | С     | С    | 26 (1)    |
| Жуліано             |       |       |        |       |       |        |      |        |        |        |        |       |        |        |        |      |        |       |       | С      | З      | С     | С        | С     | С        | С     | С     | С     | С     | С    | 11        |
| Коноплянка Євген    | С     | С     | С (1)  | С     | С     | С      | С    | С (1)  | С (1)  | С      | С      | С     | С      | С      | С      | С    | С (1)  | С     | С     | С      | С (2)  | С     |          |       |          |       | С     | С     |       | С    | 25 (6)    |
| Осмар Ферейра       | С     | С     | С (1)  | С     | З     | С      |      |        |        |        |        |       |        | З      | С      | С    | З      |       |       |        |        | З     | С        | З     |          |       | З     | З     | З     | З    | 16 (1)    |
| Маріо Голек         |       | С     |        |       | С     | С      | С    |        | С      | С      |        | С     |        | С      |        |      |        |       |       |        |        |       |          |       |          |       |       |       |       |      | 8         |
| Назаренко Сергій    | С     | С     |        | З     | З     | З      | З    |        | З (1П) | З      | С      | С     | С      | С      | С      | С    | С      | С     | С     |        | З      | З     | С (1,1П) | С     | С (1,1П) | С     |       |       | С (1) | С    | 25 (3,3П) |
| Ротань Руслан       | С     |       |        |       | С (1) |        |      |        |        | С      | С      | С     | С      | С      | С      | С    | С      | С     | С     | С      | С      | С     | С        | С     |          |       | С     | С     | С     | С    | 21 (1)    |
| Шахов Євген         |       |       |        |       |       |        | С    | С      | С      | С      |        | З     |        |        |        |      |        | С     | С     | З      | З      | З     | З        |       | З        | С (1) | С     | С (1) | С     | С    | 17 (2)    |
| Бабенко Руслан      |       |       |        |       |       |        |      |        |        |        |        |       |        |        |        |      |        |       |       |        |        |       |          |       |          | З     |       | З     | З     |      | 3         |
| Льопа Дмитро        |       |       |        |       |       |        |      | З      | З      | 0      | З      | З     | З      |        | З      | З    | З      | З     | З     |        |        |       |          |       | З        | С     | З     |       | З     | З    | 15        |
| Гоменюк Володимир   | З     | С (1) | С      | З (1) | З     | З      | С    | С      | С      | З      | С      | С (1) | С (1)  | С      |        |      |        |       |       |        |        |       |          |       |          |       |       |       |       |      | 14 (4)    |
| Селезньов Євген     | С     | С (1) | С (3)  | С (1) | С     | С      | С    |        |        | С (1)  | С (1)  | С     | С      | С (2)  | С      | С    | С      | С (2) | С (1) | С (1)  | С      |       | С        | С (2) | С        | С (2) |       | С     |       |      | 24 (17)   |
| Гладкий Олександр   |       |       |        |       |       |        | З    | С      | С      |        | З      |       | З      | З      | З      | З    | С      |       |       | З      | С      | С     | С        | С     | С        | З     | С (2) |       | С     | З    | 19 (2)    |
| Матеус              |       |       |        |       |       |        |      |        |        |        |        |       |        |        |        |      |        |       |       | С      |        |       |          | З     | С        |       |       |       |       |      | 3         |

Примітки

С-стартовий склад, З-заміна, у дужках кількість забитих голів, П-пенальті.

### Інші показники
- Найбільша перемога - 5:1 (3 тур «Іллічівець» - «Дніпро»)
- Найбільша поразка - 0:1 (6 тур «Дніпро» - «Металіст», 15 тур «Дніпро» - «Шахтар»)
- Найбільша домашня перемога - 3:0 (4 тур «Дніпро» - «Оболонь», 27 тур «Дніпро» - «Металург» З)
- Найбільша домашня поразка - 0:1 (6 тур «Дніпро» - «Металіст», 15 тур «Дніпро» - «Шахтар»)
- Найбільша виїзна перемога - 5:1 (3 тур «Іллічівець» - «Дніпро»)
- Найбільша виїзна поразка - 1:2 (10 тур ФК «Севастополь» - «Дніпро»)
- Найрезультативніший матч - 5:1 (3 тур «Іллічівець» - «Дніпро»)
- Найдовша серія перемог - 5 турів (1-5)
- Найдовша серія поразок - 1 тур (6, 8, 10, 15, 23)
- Найдовша серія нічиїх - 2 тури (16-17, 20-21)
- Найдовша серія домашніх перемог - 3 тури (1-2-4)
- Найдовша серія домашніх поразок - 2 тури (6-8)
- Найдовша серія домашніх нічиїх - 2 тури (11-13)
- Найдовша серія виїзних перемог - 2 тури (3-5, 16-17)
- Найдовша серія виїзних поразок - 1 тур (10, 23)
- Найдовша серія виїзних нічиїх - 2 тури (16-17)
- Найдовша серія без поразок - 7 турів (16-22, 24-30)
- Найдовша серія без перемог - 3 тури (6-7-8, 15-16-17)
- Найдовша серія без поразок вдома - 7 турів (18-20-22-24-25-27-29)
- Найдовша серія без перемог вдома - 5 турів (6-8-11-13-15)
- Найдовша серія без поразок на виїзді - 6 турів (12-14-16-17-20-21)
- Найдовша серія без перемог на виїзді - 2 тури (16-17, 21-23)
- Найдовша забивна серія - 13 турів (17-29)
- Найдовша безгольова серія - 2 тури (6-7, 15-16)
- Найдовша «суха» серія - 5 турів (26-30)
- Найдовша пропускна серія - 3 тури (13-15)

### Відвідуваність«Дніпро-Арени»
| Дата       | Турнір | Команда                 | Глядачів | Відсоток | Дата       | Турнір            | Команда           | Глядачів | Відсоток |
| ---------- | ------ | ----------------------- | -------- | -------- | ---------- | ----------------- | ----------------- | -------- | -------- |
| 10.07.2010 | ЧУ     | «Карпати»               | 17406    | 56.1%    | 30.10.2010 | ЧУ                | «Шахтар»          | 31003    | 100%     |
| 18.07.2010 | ЧУ     | «Волинь»                | 13374    | 43.1%    | 21.11.2010 | ЧУ                | «Іллічівець»      | 11912    | 38.4%    |
| 1.08.2010  | ЧУ     | «Оболонь»               | 13920    | 45.9%    | 6.03.2011  | ЧУ                | «Таврія»          | 14898    | 48.0%    |
| 5.08.2010  | ЛЄ     | «Спартак-Златибор Вода» | 24428    | 78.8%    | 20.03.2011 | ЧУ                | «Динамо»          | 31003    | 100%     |
| 14.08.2010 | ЧУ     | «Металіст»              | 22846    | 73.7%    | 9.04.2011  | ЧУ                | «Ворскла»         | 14625    | 47.2%    |
| 19.08.2010 | ЛЄ     | «Лех»                   | 21420    | 65.1%    | 16.04.2011 | ЧУ                | ПФК «Севастополь» | 15822    | 51%      |
| 30.08.2010 | ЧУ     | «Металург» Д            | 12962    | 41.8%    | 23.04.2011 | ЧУ                | «Кривбас»         | 9667     | 31.2%    |
| 22.09.2010 | КУ     | «Таврія»                | 10127    | 32.6%    | 30.04.2011 | ЧУ                | «Металург» З      | 10804    | 34.8%    |
| 17.10.2010 | ЧУ     | «Зоря»                  | 14894    | 48%      | 14.05.2011 | ЧУ                | «Арсенал»         | 16992    | 54.8%    |
| Всього     | Всього | Всього                  | Всього   | Всього   | Всього     | Глядачів (всього) | Глядачів (всього) | Відсоток | Відсоток |
| Всього     | Всього | Всього                  | Всього   | Всього   | Всього     | 17116 (308103)    | 17116 (308103)    | 55.2%    | 55.2%    |

### Бомбардири Дніпра
| Місце | Футболіст         | Голів |
| ----- | ----------------- | ----- |
| 1     | Селезньов Євген   | 17    |
| 2     | Коноплянка Євген  | 6     |
| 3     | Назаренко Сергій  | 6(3)  |
| 4     | Гоменюк Володимир | 4     |
| 5     | Іван Стрініч      | 2     |
| 5     | Гладкий Олександр | 2     |
| 5     | Шахов Євген       | 2     |
| 8     | Осмар Ферейра     | 1     |
| 8     | Чеберячко Євген   | 1     |
| 8     | Ротань Руслан     | 1     |
| 8     | Русол Андрій      | 1     |
| 8     | Мандзюк Віталій   | 1     |
| 8     | Кравченко Сергій  | 1     |

## Кубок України

### Виступи
| 22.09.2010 18:00 |

| «Дніпро»                                                                             | 4 — 1                | «Таврія»               |
| ------------------------------------------------------------------------------------ | -------------------- | ---------------------- |
| Селезньов Євген 25' Гоменюк Володимир 33' Кравченко Сергій 47' Гладкий Олександр 88' | 1/16 фіналу Протокол | 73' (пен.) Лакі Ідахор |

| «Дніпро-Арена» Глядачів: 10 127 Арбітр: Можаровський Юрій |

| 27.10.2010 14:00 |

| «Кремінь» | 0 — 3               | «Дніпро»                                                   |
| --------- | ------------------- | ---------------------------------------------------------- |
|           | 1/8 фіналу Протокол | 28' Калиниченко Максим 52' Осмар Ферейра 90+4' Шахов Євген |

| «Політехнік» Глядачів: 7000 Арбітр: Ноздрачов Артем |

| 10.11.2010 13:00 |

| «Зоря»                 | 1(4) — 1(5)         | «Дніпро»              |
| ---------------------- | ------------------- | --------------------- |
| Полянський Олексій 36' | 1/4 фіналу Протокол | 75' Гладкий Олександр |

| «Авангард» Глядачів: 17 000 Арбітр: Іванов Олександр |

| 11.05.2011 19.00 |

| «Шахтар»                 | 2:1                 | «Дніпро»               |
| ------------------------ | ------------------- | ---------------------- |
| Вілліан 15' Тейшейра 25' | 1/2 фіналу Протокол | 64'(а/г) Гюбшман Томаш |

| «Донбас-Арена» Глядачів: 34 357 Арбітр: Віктор Дердо |

### Бомбардири Дніпра
| Місце | Футболіст          | Голів |
| ----- | ------------------ | ----- |
| 1     | Гладкий Олександр  | 2     |
| 2     | Селезньов Євген    | 1     |
| 2     | Гоменюк Володимир  | 1     |
| 2     | Кравченко Сергій   | 1     |
| 2     | Калиниченко Максим | 1     |
| 2     | Шахов Євген        | 1     |
| 2     | Осмар Ферейра      | 1     |

## Ліга Європи УЄФА

### Виступи
| 29.07.2010 18:30 |

| «Спартак Златибор Вода»          | 2 — 1                 | «Дніпро»              |
| -------------------------------- | --------------------- | --------------------- |
| Владимир Торбица 16' (пен.), п.' | Третій раунд Протокол | 23' Гоменюк Володимир |

| «Караджордже» Арбітр: Андре Маррінер |

| 05.08.2010 20:00 |

| «Дніпро»                            | 2 — 0                 | «Спартак Златибор Вода» |
| ----------------------------------- | --------------------- | ----------------------- |
| Селезньов Євген 45' Маріо Голек 48' | Третій раунд Протокол |                         |

| «Дніпро-Арена» Глядачів: 24 428 Арбітр: Стефан Штудер |

| 19.08.2010 20:00 |

| «Дніпро» | 0 — 1                   | «Лех»               |
| -------- | ----------------------- | ------------------- |
|          | Стиковий раунд Протокол | 5' Мануель Арболеда |

| «Дніпро-Арена» Глядачів: 21 420 Арбітр: Мартін Інгварссон |

| 26.08.2010 21:15 |

| «Лех» | 0 — 0                   | «Дніпро» |
| ----- | ----------------------- | -------- |
|       | Стиковий раунд Протокол |          |

| Муніципальний стадіон Глядачів: 24 166 Арбітр: Бас Нейхейс |

## Гра за збірні
| Збірна України   | Збірна України U-21 | Збірна Чехії | Збірна Грузії  | Збірна Узбекистану | Збірна Хорватії | Збірна Гани   | Збірна України U-20 |
| ---------------- | ------------------- | ------------ | -------------- | ------------------ | --------------- | ------------- | ------------------- |
| Чеберячко Євген  | Каніболоцький Антон | Ян Лаштувка  | Уча Лобжанідзе | Денисов Віталій    | Іван Стрініч    | Самуель Інкум | Шахов Євген         |
| Ротань Руслан    | Федорчук Валерій    | Маріо Голек  |                |                    |                 |               |                     |
| Коноплянка Євген | Пашаєв Павло        |              |                |                    |                 |               |                     |
| Селезньов Євген  | Коноплянка Євген    |              |                |                    |                 |               |                     |
| Русол Андрій     | Шахов Євген         |              |                |                    |                 |               |                     |
| Мандзюк Віталій  |                     |              |                |                    |                 |               |                     |